# Morphsuits
Morphsuits é uma empresa com sede em Edimburgo, na Escócia, que distribui marca trajes de lycra, baseadas nas roupas colantes já existentes, que cobrem todo o corpo. A empresa oferece mais de 80 modelos diferentes. A empresa foi fundada pelos irmãos Ali e Fraser Smeaton, e seu colega de apartamento Gregor Lawson. Após um ano de funcionamento da empresa, o trio deixou o seu emprego na Barclays, Procter & Gamble e BT Group.
Morphsuits é uma divisão da AFG Media, que inclui a linha de moda masculina Foul Fashion e a linha de roupas de golfe Royal & Awesome. stão trabalhando em uma linha de moda feminina.